# Matthew Barnaby
Matthew Barnaby, född 4 maj 1973 i Aylmer, Quebec, Kanada, är en kanadensisk före detta professionell ishockeyspelare. Barnaby spelade sammanlagt 834 NHL matcher för klubbarna  Buffalo Sabres, Pittsburgh Penguins, Tampa Bay Lightning, New York Rangers, Colorado Avalanche, Chicago Blackhawks och Dallas Stars.
Barnaby valdes i fjärde rundan som nummer 83 totalt vid NHL draften 1992 av Buffalo Sabres. Hans bästa säsong poängmässigt i NHL var säsongen 1996/1997 då han noterades för 43 poäng (varav 19 mål) på 68 spelade matcher. Han var en fysisk spelare till spelstilen och var den mest utvisade spelaren i NHL säsongerna 1995/1996 och 2000/2001.